# Клод-Мішель Шенберг
Клод-Мішель Шенберг (фр. Claude-Michel Schönberg; 6 липня 1944, Ванн) — французький продюсер, актор, співак, автор пісень, театральний композитор, відомий за свою співпрацю з Аленом Бублілем та створення рок опери «Французька Революція» (фр. La Révolution Française), мюзиклів «Знедолені» (фр. Les Misérables), «Місс Сайгон» (фр. Miss Saigon), «Королева піратів» (фр. The Pirate Queen) і «Маргарита» (фр. Marguerite).

## Кар'єра

### Рання кар'єра
Шонберг почав свою кар'єру як продюсер та співак. Він був автором більшість музики для першої французької рок-опери й мюзиклу «Французька Революція» 1973 року, в якій сам зіграв роль короля Людовіка XVI у постановці того ж року.
1974 року Шонберг написав музику і слова пісні «Перший крок» (фр. Le Premier Pas) , яка була хітом номер один у Франції впродовж цілого року. Після цього Клод-Мішел видав альбом в якому виконує власні композиції. 1978 року разом з Аленом Бублілом Шонберг розробили ідею театралізації твору Віктора Гюго «Знедолені». Постановка почалася в паризькому Палаці Спорту 1980 року, а 1985 та 1987 роках відповідно, відбулися прем'єри в Лондоні та на Бродвеї. Бродвейська версія мюзиклу була номінована  на дванадцять премій «Тоні» 1987 року, з яких вісім було здобуто, включно з нагородою за Найкращий Мюзикл.
1989 року в Лондоні Шонберг та Бубліл поставили мюзикл «Міс Сайгон», у якому головні ролі зіграли Лея Селанга та Джонатан Прайс. 24 млн. доларів було зібрано на Бродвеї під час попереднього продажу квитків перед початком прем'єри 11 квітня 1991 року.
1997 року Ален Бубліл та Клод-Мішел Шонберг представили новий мюзикл «Мартен Герр» в лондонському Театрі Принца Едварда, який здобув премію Лоуренса Олів'є. Того ж року розпочалося турне Великою Британією та Сполученими Штатами Америки.

### 2000-ні
2001 року Шонберг написав свій перший балетний партитур «Грозовий перевал» (англ. Wuthering Heights).
Наступний спільний проект Шонберга та Бубліла був «Королева піратів» — мюзикл про ірландську авантюристку й пірата 16-го сторіччя Грейс О'Меллі. «Королева Піратів» закінчила свою восьми тижневі пробні гастролі в Чиказькому Театрі Каділак Пелас (англ. Chicago's Cadillac Palace Theatre) 26 листопада 2006 року. Прем'єра на Бродвеї відбулася 5 квітня 2007 року.
Після шквалу негативних відгуків критиків і малої кількості проданих квитків, «Королева Піратів» була закрита 17 червня 2007 року після 85-ти виступів, на які було витрачено 18 млн. доларів. Мюзикл «Королева Піратів» увійшла в історію Бродвея як одна з найзбитковіших вистав.
«Знедолені» відсвяткували свою 20-ту річницю в Лондоні 8 жовтня 2005 року, а версія на Бродвеї закінчилася 18 травня 2003 року і стала третім найтривалішим мюзиклом разом з «Кішками» (англ. Cats) та «Привидом Опери» (англ. The Phantom of the Opera). Пізніше Шонберг повернув «Знедолених» до Театру Бродвея на 6-ти місячні гастролі до 9 листопада 2006 року.
Мюзикл «Маргарита» включає в себе музику Мішеля Леграна та слова Герберта Кретзмера. Романтичний роман «Дама з камеліями» (фр. La Dame aux camélias), події якого відбувалися під час Другої Світової Війни в окупованому Парижі, надихнули на створення мюзиклу. «Маргарита» — це історія про дружину високопоставленого німецького офіцера, яка зачаровувала своєю красою молодих музикантів.

### 2010-ті
2010 року Шонберг створює музичний супровід для балету «Клеопатра».
«Неочікувано» (англ. Suddenly) з адаптації «Знедолених» 2012 року Клода-Мішеля Шонберга була номінований на премію за найкращу пісню на 70-тій церемонії вручення нагород «Золотий глобус».

## Особисте життя
Шонберг народився в французькому місті Ванн у сім'ї угорських євреїв. Його батько був органним майстром, а мати — піаністкою. Перша дружина Клода-Мішеля була Беатріче Шонберг — телеведуча вечірніх новин. 2003 року він одружився з англійською балериною Шарлотою Талбот.

## Постановки Бродвея
- «Королева піратів»: 5 квітня 2007 р. — 17 червня 2007 р.
- «Знедолені»: 9 листопада 2006 р. — 6 січня 2008 р.
- «Міс Сайгон»: 11 квітня 1991 р. — 28 січня 2001 р.
- «Знедолені»: 12 березня 1982 — 18 травня 2003 р.

## Нагороди
- Премія «Тоні» 1987 р.